# Rahm Emanuel
Pour les articles homonymes, voir Emmanuel.
Rahm Emanuel, né le 29 novembre 1959 à Chicago, est un homme politique américain, membre du Parti démocrate, maire de Chicago de 2011 à 2019 et premier chef de cabinet de la Maison-Blanche sous la présidence de Barack Obama.
Ancien conseiller de Bill Clinton à la présidence, de 2003 à 2009, Rahm Emanuel représente le 5e district de l'Illinois à la Chambre des représentants des États-Unis.
Le 22 février 2011, il est élu maire de Chicago avec plus de 55 % des voix, devenant ainsi le 55e maire de la troisième plus grande ville des États-Unis. Il prend ses fonctions le 16 mai 2011. Il est réélu en 2015, mais à cause d'une série de scandales liés à l'homicide de Laquan McDonald (en), sa cote de popularité chute considérablement. Il envisage un temps de se représenter pour un troisième mandat en 2019, mais abandonne la course le 4 septembre 2018, pour des « raisons personnelles ». Il quitte ses fonctions le 19 mai 2019.
En mars 2022, il devient ambassadeur des États-Unis au Japon.

## Biographie

### Origines familiales
Rahm Emanuel est né à Chicago dans l'Illinois au sein d'une famille juive. Son prénom, Rahm, signifie « élevé » en hébreu. Son nom de famille, Emanuel, signifie quant à lui « Dieu est avec nous ».
Son père, Benjamin M. Emanuel, né à Jérusalem, est un pédiatre et ancien membre de l'Irgoun, groupe armé sioniste actif en Palestine mandataire. Il part étudier la médecine aux États-Unis en 1948 où il rencontre son épouse.
Sa mère, Martha Smulevitz, était la fille d'un dirigeant syndical local. Elle a travaillé en tant que manipulatrice radio et possédait également un club musical à Chicago. Elle est également devenue une militante pour le respect des droits de l'homme. Les deux se sont rencontrés dans les années 1950 à Chicago. Son frère aîné, Ezekiel (en), est médecin. Rahm Emanuel a également une sœur cadette adoptée, prénommée Shoshanna, et un frère cadet, Ari Emanuel, agent de stars.

### Enfances et études
Lorsque sa famille vivait à Chicago, Rahm Emanuel a d'abord fréquenté l'école juive Bernard Zell Anshe Emet Day. Après un déménagement à Wilmette, en banlieue nord de Chicago, il étudia à l'école publique, au lycée Romona puis au lycée New Trier. Il a obtenu son diplôme au Sarah Lawrence College en 1981, et a reçu son master en discours et communication de l'université Northwestern en 1985.
Alors qu'il n'était pas encore diplômé, il a milité pour la campagne de David Robinson pour la mairie de Chicago.

### Religion
Sa femme, Amy Rule, diplômée de la Wharton School de l'université de Pennsylvanie, s'est convertie au judaïsme quelque temps avant leur mariage. Ils sont membres de Anshe Sholom B'nai Israel (en), une congrégation orthodoxe moderne de Chicago. Ils ont trois enfants : un fils, Zacharias, et deux filles, Ilana et Leah.
Particulièrement pieux, Rahm Emanuel a tenu à obtenir, lors de l'examen du plan Paulson, une dispense de son rabbin pour pouvoir travailler en pleines fêtes du nouvel an juif de Roch Hachana.
À l'occasion de la bar-mitsvah de son fils, Zacharias, Emanuel visite le mur des Lamentations à Jérusalem, le 27 mai 2010.

### Opinions politiques
Il est notamment en faveur du droit à l'avortement[réf. nécessaire] et a voté en faveur de l'adoption du Patriot Act.
Il a soutenu la résolution du Congrès autorisant la guerre d'Irak.
Il soutient Hillary Clinton lors de la primaire démocrate de 2008. Proche des milieux d'affaires, il est régulièrement présent au Forum économique mondial de Davos.

## Carrière politique

### Débuts à Chicago
À la fin des années 1980, diplômé en communication, il travaille pour le maire de Chicago.
Lors de la guerre du Golfe en 1991, Emanuel est volontaire dans l'armée israélienne. Il est mécanicien, auprès d'un bureau de recrutement de Tsahal et répare les blindés près de la frontière libanaise.
À la fin de l'année 1991, il devient collecteur de fonds pour Bill Clinton, quand celui-ci se déclare candidat à la présidence des États-Unis, récoltant alors la somme record de 72 millions de dollars.

### Au niveau fédéral

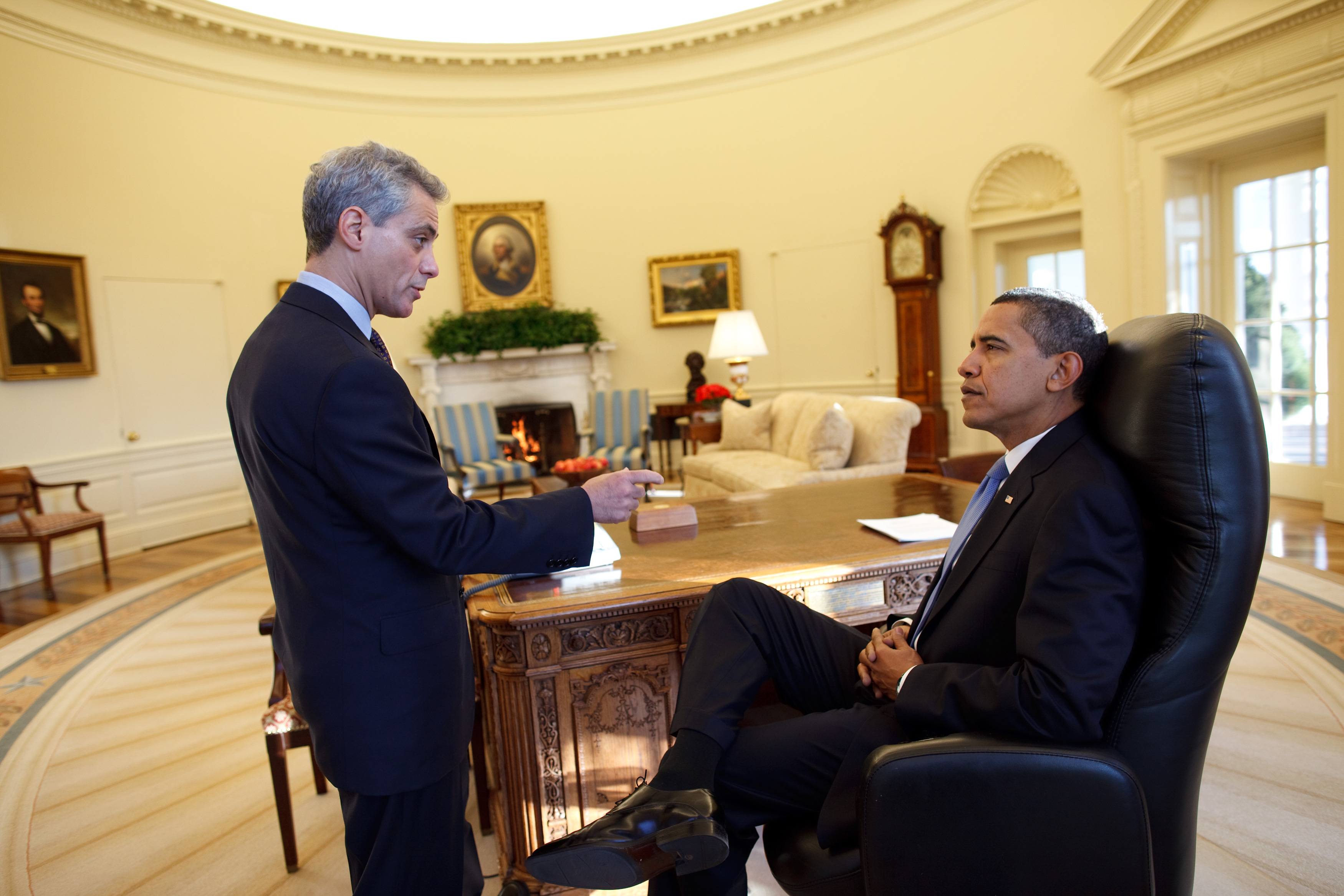
Rahm Emanuel et Barack Obama lors du premier jour de celui-ci dans le Bureau ovale.

De 1993 à 1998, Rahm Emanuel est conseiller politique à la Maison-Blanche, sous l'administration Clinton. Il y supervise la poignée de mains entre Yitzhak Rabin et Yasser Arafat lors de la signature des accords d'Oslo en 1993.
Il quitte la vie publique en 1998 pour le secteur privé, devenant directeur de la banque Dresner et membre du conseil d'administration de l'organisme de prêts Freddie Mac.
En novembre 2002, Emanuel se présente à la Chambre des représentants des États-Unis dans le 5e district de l'Illinois et est élu. Il y remplace Rod Blagojevich qui ne se représentait pas, élu à cette même date, gouverneur de l'Illinois.
Le 6 novembre 2008, le président nouvellement élu Barack Obama lui propose le poste de chef de cabinet de la Maison-Blanche, qu'il accepte,,.

### Maire de Chicago

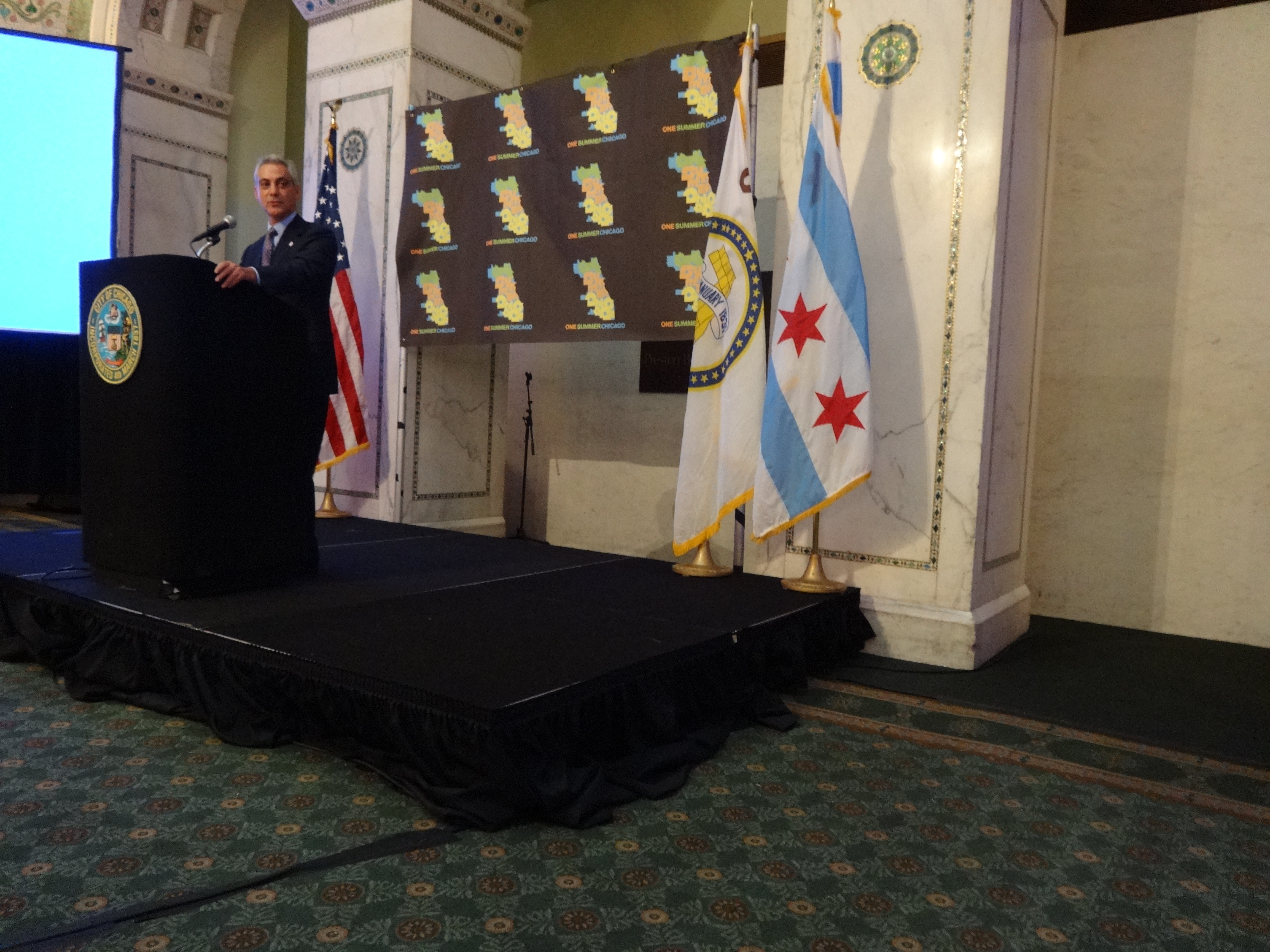
Rahm Emanuel lors d'une conférence de presse.

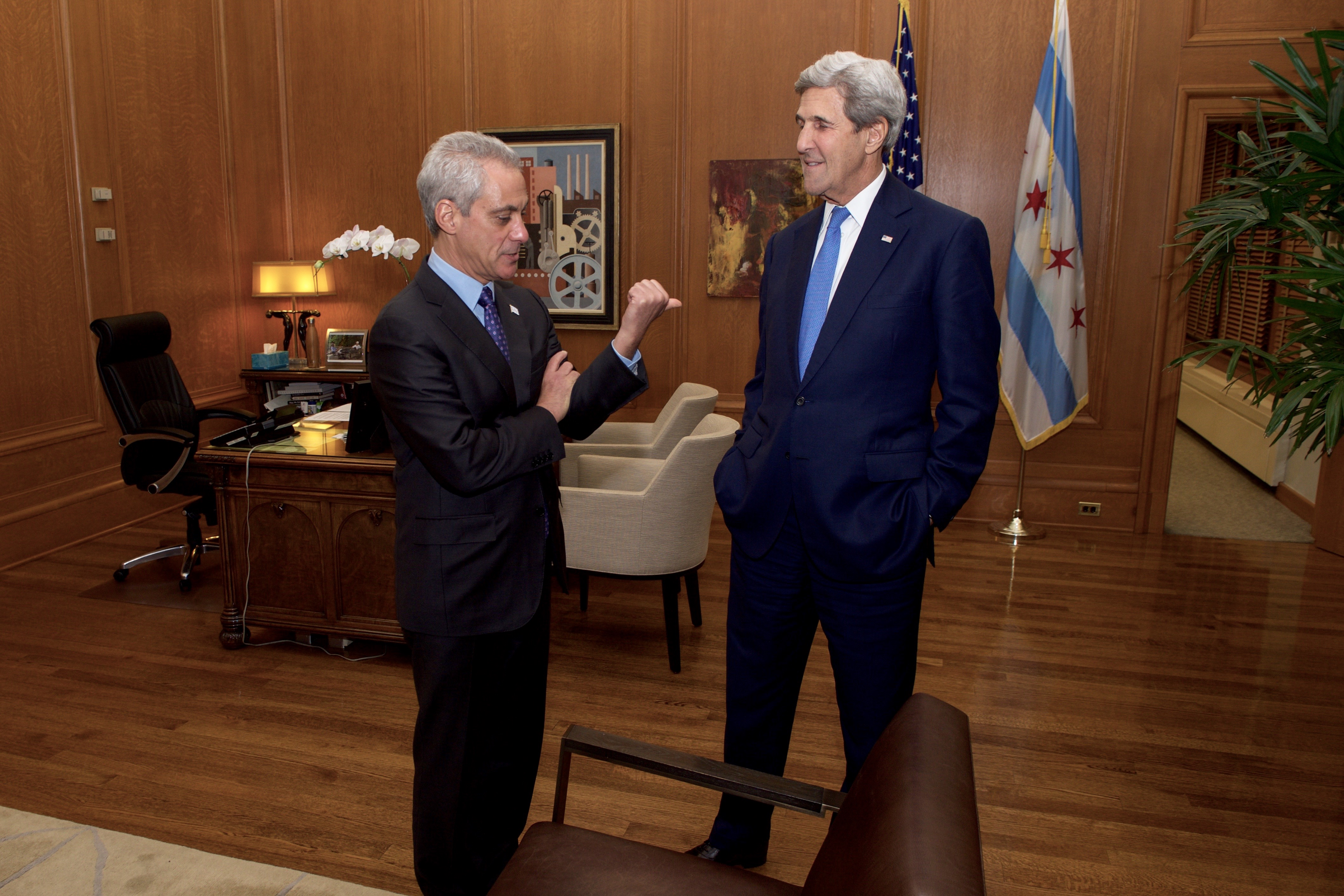
Rahm Emanuel en compagnie de John Kerry à l'hôtel de ville de Chicago.

Le 1er octobre 2010, il démissionne de son poste de chef de cabinet pour se lancer dans la campagne pour la mairie de Chicago.
Le 22 février 2011, il est élu maire avec plus de 55 % des voix, succédant à Richard M. Daley qui a dirigé la troisième plus grande ville américaine pendant plus de 20 ans (1989-2011),. Emanuel présentera durant son mandat des excuses à la population noire de South Side pour des pratiques policières passées jugées racistes.
Le 4 septembre 2018, il annonce qu'il ne se représentera pas à une troisième élection,.

#### Affaire Laquan McDonald
Le 20 octobre 2014, Laquan McDonald (en), un jeune Afro-américain de 17 ans, est arrêté et abattu par les forces de police de Chicago. Si dans un premier temps la version policière de la légitime défense est retenue (McDonald était armé d'un canif, n'aurait pas obéi aux ordres des policiers et se serait jeté sur eux), les images de la dashcam de la voiture du policier diffusées en novembre 2015, soit 13 mois plus tard, ont montré que McDonald cherchait à s'éloigner au moment où il a été abattu, et que son canif était replié. Jason Van Dyke, le policier auteur des tirs mortels, a par la suite été inculpé de six chefs d'accusation de meurtre au premier degré.
La police, la procureure Anita Alvarez (en) et la mairie de Chicago sont alors accusées d'avoir voulu étouffer l'affaire en cachant la vidéo pendant de longs mois. Rahm Emanuel fut en particulier visé, et sa démission demandée, car dans l'intervalle il avait été réélu, difficilement (dans un second tour, la première fois dans l'histoire de Chicago), maire de Chicago (en février 2015).

### Ambassadeur des États-Unis au Japon
À la suite de sa nomination par Joe Biden, il est accrédité ambassadeur des États-Unis au Japon le 25 mars 2022.
Il exprime son intention de ne pas participer à la commémoration du 79e anniversaire du bombardement atomique de Nagasaki, après que le maire de la ville (ja), Shiro Suzuki (ja), ait refusé d'inviter Israël à la cérémonie,

## Divers
Rahm Emanuel est très proche du personnage de Josh Lyman dans la série À la Maison-Blanche, même si sa carrière de secrétaire à la Maison-Blanche date d'après 2008 (alors que cette série a été diffusée entre 2000 et 2007). Son frère cadet, Ari, est un agent vivant à Los Angeles, ayant notamment inspiré le personnage de Ari Gold dans la série télévisée Entourage.
Rahm a également inspiré le personnage de Eli Gold, directeur de la campagne du personnage de Peter Florrick dans la série The Good Wife.
Ses prises de position guerrières ont valu à Rahm Emanuel le surnom de « Rahm-bo ».
Il a également joué plusieurs fois son propre rôle dans la série Chicago Fire.